# Bodonlaka
Bodonlaka (szlovákul: Bodovce) község Szlovákiában, az Eperjesi kerület Kisszebeni járásában.

## Fekvése
Eperjestől 15 km-re északra, Kisszebentől 6 km-re keletre fekszik. Földrajzi koordinátái: é. sz. 49° 06′ 43″, k. h. 21° 10′ 30″49.111944°N 21.175000°E.

## Története
A település a 13. század második felében keletkezett nemesi telepítéssel. 1427-ben „Bodonlaka” néven említik először. A 16. századtól a 19. századig a Zombory család birtoka. 1787-ben 23 háza és 185 lakosa volt.
A 18. század végén Vályi András így ír róla: „BODONLAKA. vagy Bodonlak. Tót falu Sáros Vármegyében, birtokosa Zombory Uraság, lakosai katolikusok, fekszik Szent Györgyhöz közel, mellynek filiája. Határbéli földgye középszerű, réttye, és legelője elég, erdöje mind a’ két rendbéli fát bőven szolgáltat, piatzozása sints meszsze, második Osztálybéli.”
1828-ban 34 házában 262 lakos élt.
Fényes Elek 1851-ben kiadott geográfiai szótárában így ír a faluról: „Bodonlaka, tót falu, Sáros vármegyében, Szebenhez keletre 3/4 mfd. 214 kath., 4 evang., 19 zsidó lak. Jó legelő és erdő. Középszerű föld. F. u. Zombory nemzetség. Ut. p. Ternye.”
Lakói mezőgazdasággal, favágással foglalkoztak. A trianoni diktátum előtt Sáros vármegye Kisszebeni járásához tartozott.
1944-ben határában partizántevékenység folyt. 1945-ig fűrésztelep működött a községben. A háború után lakói részben a mezőgazdaságban, részben Kisszeben, Eperjes és Kassa ipari üzemeiben dolgoztak.

## Népessége
| Év:            | 1994. | 2004.    | 2014.   | 2024.    |
| -------------- | ----- | -------- | ------- | -------- |
| Emberek száma: | 277   | 321      | 334     | 392      |
| Eltérés:       |       | +15,88 % | +4,04 % | +17,36 % |

| Év:            | 2023. | 2024. |
| -------------- | ----- | ----- |
| Emberek száma: | 392   | 392   |
| Eltérés:       |       | +0 %  |

1910-ben 174, túlnyomórészt szlovák lakosa volt.
2001-ben 321 szlovák lakosa volt.
2011-ben 319 lakosából 305 szlovák.

## Nevezetességei
- Keresztelő Szent János tiszteletére szentelt római katolikus temploma 1862-ben épült.